# RFU Championship 1993-94
La RFU Championship 1993-94 fue la séptima edición del torneo de segunda división de rugby de Inglaterra.

## Sistema de disputa
Los equipos se enfrentaran todos contra todos en condición de local y de visitante, totalizando 18 partidos en la fase regular.

## Clasificación
| Pos. | Equipo              | Encuentros | Encuentros | Encuentros | Encuentros | Tantos | Tantos | Tantos | Puntos |
| Pos. | Equipo              | PJ         | PG         | PE         | PP         | F      | C      | Dif    | Puntos |
| ---- | ------------------- | ---------- | ---------- | ---------- | ---------- | ------ | ------ | ------ | ------ |
| 1    | Sale Sharks         | 18         | 13         | 2          | 3          | 438    | 160    | 278    | 28     |
| 2    | West Hartlepool RFC | 18         | 13         | 2          | 3          | 389    | 271    | 118    | 28     |
| 3    | Saracens            | 18         | 11         | 1          | 6          | 299    | 238    | 61     | 23     |
| 4    | Wakefield RFC       | 18         | 8          | 3          | 7          | 347    | 240    | 107    | 19     |
| 5    | Moseley RFC         | 18         | 9          | 1          | 8          | 266    | 220    | –46    | 19     |
| 6    | Nottingham RFC      | 18         | 8          | 1          | 9          | 254    | 326    | –72    | 17     |
| 7    | Waterloo RFC        | 18         | 6          | 2          | 10         | 231    | 346    | –115   | 14     |
| 8    | London Scottish     | 18         | 6          | 0          | 12         | 232    | 325    | –93    | 12     |
| 9    | Rugby Lions         | 18         | 5          | 1          | 12         | 186    | 302    | –116   | 11     |
| 10   | Otley RUFC          | 18         | 4          | 1          | 13         | 235    | 449    | –214   | 9      |

|  | Campeón.                            |
|  | Descendidos a la National League 1. |

| Bandera de Inglaterra |
| Campeón Sale Sharks   |
| Primer título         |